# 天主经堂

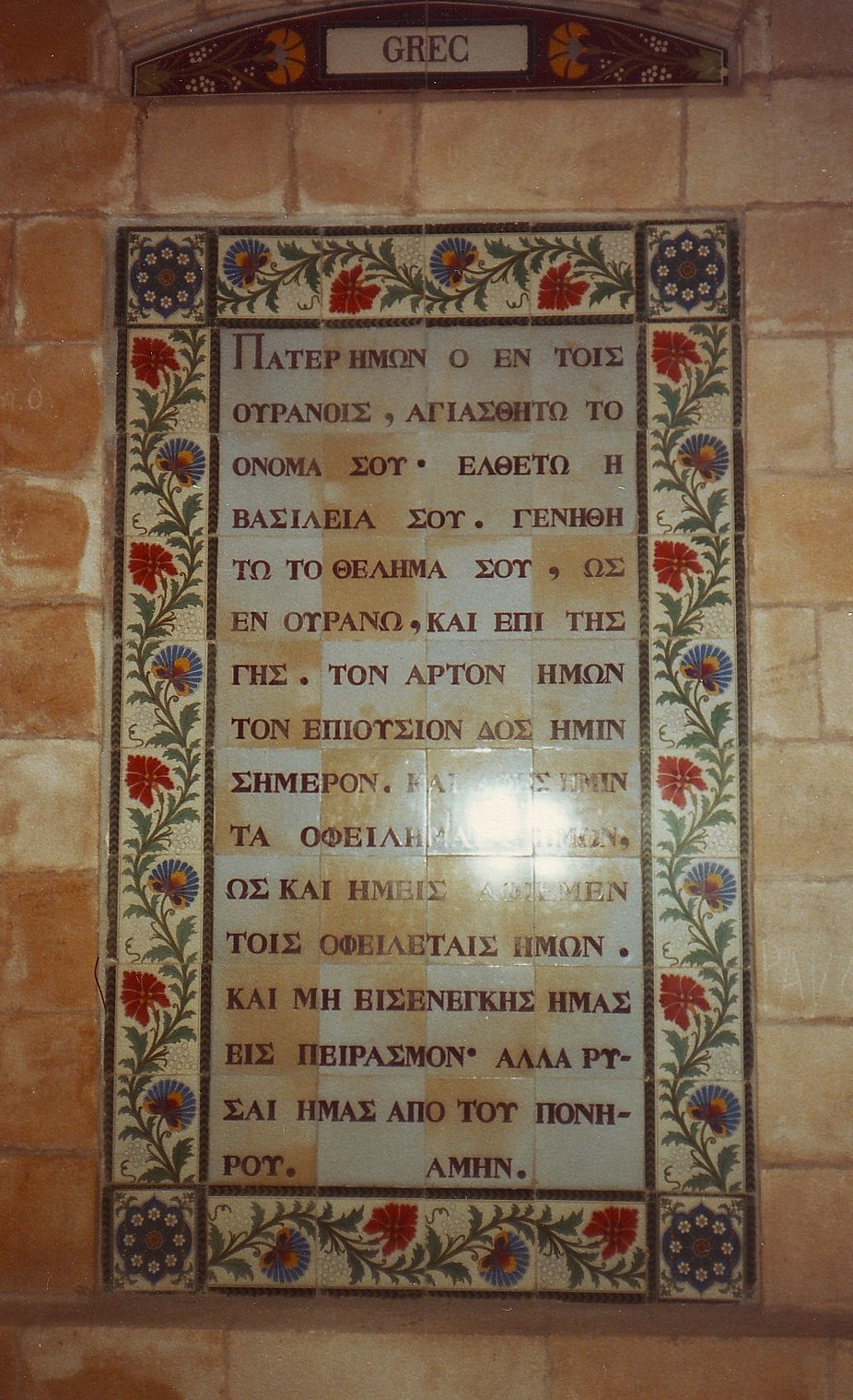
希腊文的《天主經》

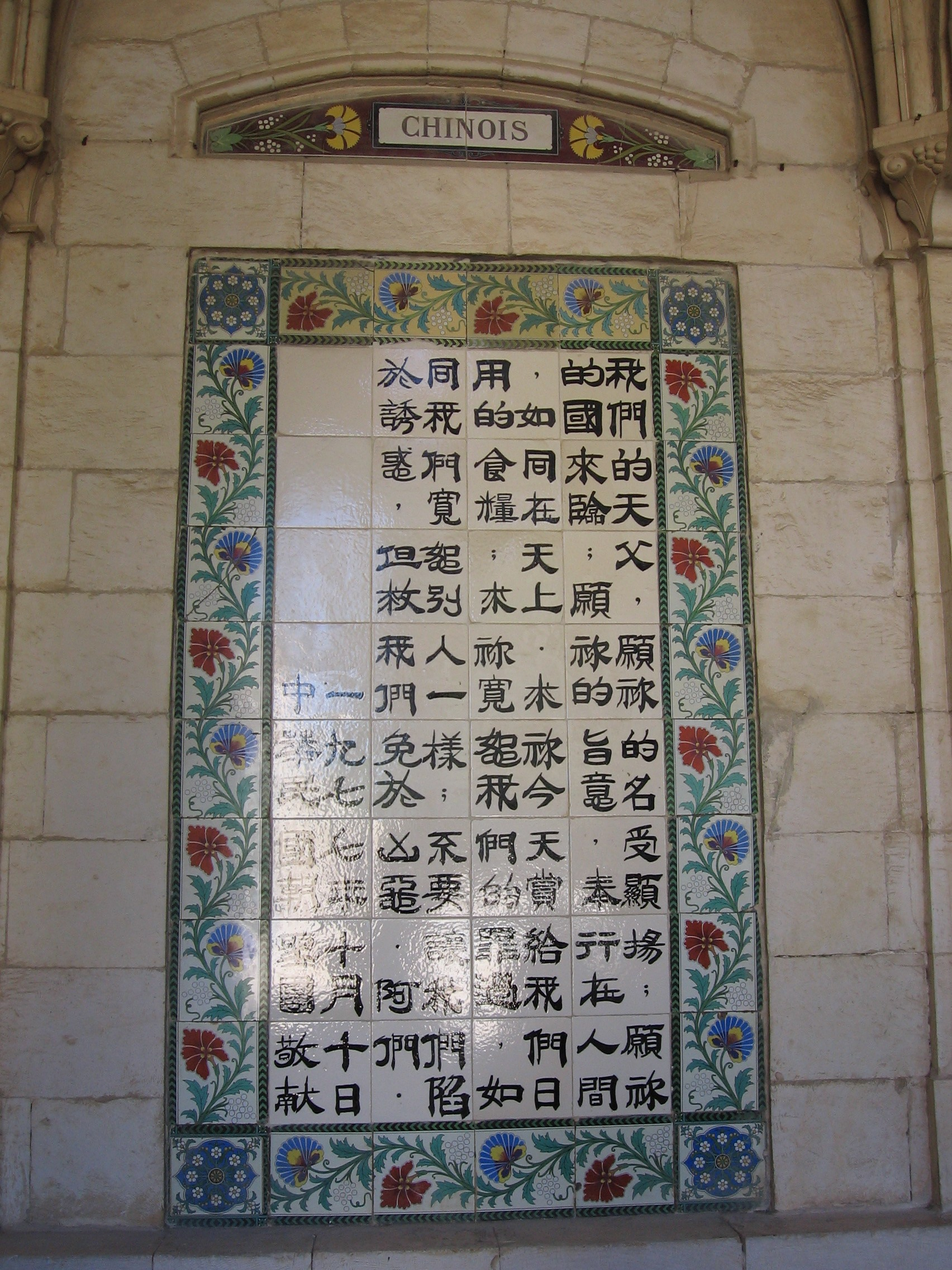
中文的《天主經》，以繁體字書寫

天主經堂（英語：Church of the Pater Noster）是位于耶路撒冷橄榄山的一座天主教教堂，传统认为这是耶稣教导《天主經》的地点。
它是法國在耶路撒冷的四塊國有地產之一，另外三處是列王墓、聖亞納教堂和阿布戈斯的本篤會修道院。

## 历史
目前的教堂兴建在4世纪君士坦丁大帝所建的纪念耶稣升天的教堂的原址。他的母亲海伦纳太后将其命名为门徒教堂。2世纪的约翰行传提到橄榄山的一个洞穴与耶稣的教导有关，但并非只与天主經有关。614年，波斯人摧毁了这座教堂。1106年，十字军在其废墟上建造了一座小堂，1152年丹麦主教捐款建成了一座正式教堂，他本人也安葬在教堂内。这时教堂已经完全完全与教导天主经有关。十字军时期的教堂在1187年耶路撒冷围城战期间严重受损，到1345年被抛弃，成为废墟。1851年，4世纪教堂剩下的石块出售，用作约沙法谷的墓碑。19世纪后期，法国图尔韦涅公主买下这地段，寻找早期朝圣者提到的洞穴。1868年，她模仿意大利比萨的原型建造修道院，1872年成立了加尔默罗会修道院。1910年在修道院下面发现洞穴，于是修道院迁到附近，1915年开始重建拜占庭式教堂。这座教堂仍未完成。

## 设计和布局
仿造4世纪的拜占庭教堂已经部分重建，尺寸与原作相同。教堂是无顶的，有台阶通往洞穴，那里是一些基督徒相信耶稣向他的门徒预言耶路撒冷被毁和耶稣再临的地点。不幸的是，1910年发现洞穴时，它已经部分倒塌。教堂的南门左侧是镶嵌马赛克的洗礼池。该修道院是欧洲风格，刻有100多种不同语言的天主經。修道院右边的路通往俄国升天教堂和拜占庭墓地教堂，一些亚美尼亚马赛克保存在一个小型博物馆内。

## 位置
这座教堂地处耶路撒冷的At-Tur区，该区有18,000人口，大部分是穆斯林，只有少数基督徒。

### 引用
1. ↑  Luke 11:2–4
2. ↑  .   [2010-01-24]. （原始内容存档于2013-05-11）.

### 來源
书籍
- Jerome Murphy-O'Connor. Oxford Archaeological Guides: The Holy Land (Oxford, 1998), 125-26.
- Kay Prag. Blue Guide to Israel and the Palestinian Territories (Black and Norton, 2002), 230-31.
- Daniel Jacobs. Mini Rough Guide to Jerusalem (Rough Guides, 1999), 105-06.